# Lista över fornlämningar i Växjö kommun (Kalvsvik)
Lista över fornlämningar i Växjö kommun (Kalvsvik) är en förteckning av ett urval av de fornlämningar som finns i Kalvsvik i Växjö kommun.
| Namn                       | Lämningstyp                 | Tillkomsttid | Historisk indelning | Plats | Läge                 | ID-nr          | Bild                                 |
| -------------------------- | --------------------------- | ------------ | ------------------- | ----- | -------------------- | -------------- | ------------------------------------ |
| Kalvsvik 1:1               | Stenkammargrav              |              | Kalvsvik, Småland   |       | 56.719149, 14.767734 | 10072600010001 | Ladda upp en bild av detta fornminne |
| Kalvsvik 6:1               | Stenkammargrav              |              | Kalvsvik, Småland   |       | 56.726792, 14.702985 | 10072600060001 | Ladda upp en bild av detta fornminne |
| Kalvsvik 7:1               | Stenkammargrav              |              | Kalvsvik, Småland   |       | 56.726846, 14.704165 | 10072600070001 | Ladda upp en bild av detta fornminne |
| Kalvsvik 8:1               | Stenkammargrav              |              | Kalvsvik, Småland   |       | 56.722345, 14.710123 | 10072600080001 | Ladda upp en bild av detta fornminne |
| Kalvsvik 8:2               | Stensättning                |              | Kalvsvik, Småland   |       | 56.722358, 14.710401 | 10072600080002 | Ladda upp en bild av detta fornminne |
| Kalvsvik 10:1              | Stenkammargrav              |              | Kalvsvik, Småland   |       | 56.713893, 14.734681 | 10072600100001 | Ladda upp en bild av detta fornminne |
| Kronan (Kalvsvik 19:1)     | Stenkammargrav              |              | Kalvsvik, Småland   |       | 56.710684, 14.724291 | 10072600190001 | Ladda upp en bild av detta fornminne |
| Kalvsvik 22:1              | Röse                        |              | Kalvsvik, Småland   |       | 56.713892, 14.760092 | 10072600220001 | Ladda upp en bild av detta fornminne |
| Kalvsvik 30:1              | Röse                        |              | Kalvsvik, Småland   |       | 56.731529, 14.685235 | 10072600300001 | Ladda upp en bild av detta fornminne |
| Kalvsvik 31:1              | Röse                        |              | Kalvsvik, Småland   |       | 56.730731, 14.685336 | 10072600310001 | Ladda upp en bild av detta fornminne |
| Kalvsvik 32:1              | Gravfält                    |              | Kalvsvik, Småland   |       | 56.735880, 14.674379 | 10072600320001 | Ladda upp en bild av detta fornminne |
| Kalvsvik 34:1              | Gravfält                    |              | Kalvsvik, Småland   |       | 56.732957, 14.673576 | 10072600340001 | Ladda upp en bild av detta fornminne |
| Kalvsvik 35:1              | Röse                        |              | Kalvsvik, Småland   |       | 56.732498, 14.670620 | 10072600350001 | Ladda upp en bild av detta fornminne |
| Kalvsvik 36:1              | Grav markerad av sten/block |              | Kalvsvik, Småland   |       | 56.718921, 14.698916 | 10072600360001 | Ladda upp en bild av detta fornminne |
| Ekekullen (Kalvsvik 44:1)  | Gravfält                    |              | Kalvsvik, Småland   |       | 56.715909, 14.733150 | 10072600440001 | Ladda upp en bild av detta fornminne |
| Guldbacken (Kalvsvik 45:1) | Röse                        |              | Kalvsvik, Småland   |       | 56.722455, 14.711600 | 10072600450001 | Ladda upp en bild av detta fornminne |
| Kalvsvik 56:1              | Stenkammargrav              |              | Kalvsvik, Småland   |       | 56.675683, 14.671385 | 10072600560001 | Ladda upp en bild av detta fornminne |
| Kalvsvik 56:2              | Stenkammargrav              |              | Kalvsvik, Småland   |       | 56.675601, 14.671376 | 10072600560002 | Ladda upp en bild av detta fornminne |
| Kalvsvik 61:1              | Röse                        |              | Kalvsvik, Småland   |       | 56.709712, 14.723895 | 10072600610001 | Ladda upp en bild av detta fornminne |
| Kalvsvik 62:1              | Gravfält                    |              | Kalvsvik, Småland   |       | 56.719360, 14.698875 | 10072600620001 | Ladda upp en bild av detta fornminne |
| Kalvsvik 63:1              | Röse                        |              | Kalvsvik, Småland   |       | 56.733604, 14.690664 | 10072600630001 | Ladda upp en bild av detta fornminne |
| Kalvsvik 64:1              | Röse                        |              | Kalvsvik, Småland   |       | 56.734088, 14.690488 | 10072600640001 | Ladda upp en bild av detta fornminne |
| Kalvsvik 65:1              | Röse                        |              | Kalvsvik, Småland   |       | 56.734839, 14.690092 | 10072600650001 | Ladda upp en bild av detta fornminne |
| Kalvsvik 66:1              | Röse                        |              | Kalvsvik, Småland   |       | 56.741236, 14.716291 | 10072600660001 | Ladda upp en bild av detta fornminne |
| Kalvsvik 81:1              | Hällristning                |              | Kalvsvik, Småland   |       | 56.734881, 14.691290 | 10072600810001 | Ladda upp en bild av detta fornminne |
| Kalvsvik 81:2              | Hällristning                |              | Kalvsvik, Småland   |       | 56.735176, 14.691646 | 10072600810002 | Ladda upp en bild av detta fornminne |
| Kalvsvik 96:1              | Lägenhetsbebyggelse         |              | Kalvsvik, Småland   |       | 56.713435, 14.663851 | 10072600960001 | Ladda upp en bild av detta fornminne |
| Kalvsvik 124:1             | Röse                        |              | Kalvsvik, Småland   |       | 56.717824, 14.712863 | 10072601240001 | Ladda upp en bild av detta fornminne |
| Kalvsvik 130:1             | Röse                        |              | Kalvsvik, Småland   |       | 56.724209, 14.737835 | 10072601300001 | Ladda upp en bild av detta fornminne |
| Kalvsvik 149:1             | Stensättning                |              | Kalvsvik, Småland   |       | 56.726043, 14.680133 | 10072601490001 | Ladda upp en bild av detta fornminne |
| Kalvsvik 159:1             | Stensättning                |              | Kalvsvik, Småland   |       | 56.727043, 14.690338 | 10072601590001 | Ladda upp en bild av detta fornminne |
| Kyrkåkern (Kalvsvik 174:1) | Begravningsplats            |              | Kalvsvik, Småland   |       | 56.711331, 14.762504 | 10072601740001 | Ladda upp en bild av detta fornminne |